# Обертойринген
Обертойринген (нем. Oberteuringen) — община в Германии, в земле Баден-Вюртемберг. 
Подчиняется административному округу Тюбинген. Входит в состав района Боденское озеро.  Население составляет 4495 человек (на 31 декабря 2010 года). Занимает площадь 20,06 км².